# Thomas Cornelis van Rijckevorsel
Thomas Cornelis van Rijckevorsel ('s-Hertogenbosch, 10 juni 1751 - aldaar, 15 september 1818) was een Nederlands wijnhandelaar en bestuurder.

## Familie
Van Rijckevorsel was lid van de familie Van Rijckevorsel en een zoon van Joannes van Rijckevorsel (1714-1786), oprichter van de wijnhandelsfirma Joan van Rijckevorsel en Zoonen, en van Jacoba Ermers (1721-1761). Hij trouwde in 1779 met Anna Petronella Vermeulen (1760-1792). Uit dit huwelijk werden zeven kinderen geboren van wie er twee in 1829 en in 1831 in de Nederlandse adel werden verheven; andere nazaten van hem werden vanaf 1976 in de Belgische adel verheven. Hij en zijn vrouw zijn daarmee de stamouders van de Nederlandse en Belgische adellijke takken van het geslacht.

## Leven en werk
Van Rijckevorsel werd firmant van de door zijn vader opgerichte wijnhandelsfirma. Later werd hij lid van de municipaliteit, van de raad en wethouder van zijn geboorteplaats 's-Hertogenbosch. In 1814 was hij lid van de Vergadering van Notabelen.
Hij was de stichter van het landgoed Sparrendaal (Vught).
- Biografisch Portaal: 06161154
- International Standard Name Identifier: 0000 0003 8909 0753
- Nederlandse Thesaurus van Auteursnamen: 07396879X
- Parlement.com: vg09llwdfeyx
- Virtual International Authority File: 282378243